# Anders Lindbäck
Anders Lindbäck (* 3. května 1988, Gävle, Švédsko) je švédský hokejový brankář momentálně hrající v týmu Milwaukee Admirals v American Hockey League (AHL), farmě týmu Nashville Predators (NHL).

## Kariéra
Lindbäck začal svojí kariéru v mladších výběrech švédského klubu Brynäs IF, ve kterém v roce 2006 debutoval ve švédské nejvyšší soutěži Elitserien. Pro sezónu 2007-08 byl zapůjčen na hostování do týmu Almtuna IS, ve které hrál v druhé švédské nejvyšší lize Hockeyallsvenskan. V roce 2008 byl vybrán v sedmém kole vstupního draftu NHL na celkově 207. místě týmem Nashville Predators. V sezóně 2009-10 hrál za tým Timrå IK a po sezóně podepsal smlouvu s Nashvillem. 9. října 2010 debutoval v NHL po vystřídání Pekky Rinneho v zápase proti Anaheimu Ducks. Své první čisté konto v NHL vychytal 11. prosince 2010 proti Floridě Panthers a hned v dalším zápase 13. prosince 2010 proti New York Islanders svůj úspěch zopakoval a vychytal další čisté konto. V sezóně 2010-11 byl nejdelším brankářem NHL. 15. 6. 2012 byl z Nashvillu vytrejdován do Tampy Bay. Zde odchytal 47 zápasů, v nichž zaznamenal 18 výher. Během výlukové sezóny 2012/13 chytal ve finské SM-liiga za tým Ilves Tampere. Před sezonou 2014/15 byl vytrejdován do týmu Dallas Stars, kde odchytal deset zápasů. 11. 2. 2015 byl vyměněn za Jhonase Enrotha z Buffala Sabres. Zde se však příliš dlouho neohřál, hned v létě 2015 podepsal jednoletý kontrakt s týmem Arizona Coyotes, kde kryje záda Miku Smithovi. Zatím v NHL odchytal 126 zápasů, ze kterých 45 vyhrál a udržel tři čistá konta (k 5. 1. 2016).

## Úspěchy

### Týmové úspěchy
- 3. místo v TV-Pucken – 2005
- Bronzová medaile na MS – 2010

## Statistiky

### Statistiky v základní části
| 2008–09            | Brynäs IF           | Elitserien         | 24  | 2.57 | 91,6 |    |    | 57  | 618  | 1 | 1332 |
| 2009–10            | Timrå IK            | Elitserien         | 42  | 2.46 | 91,3 |    |    | 104 | 1084 | 3 | 2537 |
| 2010–11            | Nashville Predators | NHL                | 22  | 2.60 | 91,5 | 11 | 5  | 49  | 527  | 2 | 1131 |
| 2010–11            | Milwaukee Admirals  | AHL                | 4   | 2.73 | 91,5 | 2  | 2  | 11  | 118  | 0 | 241  |
| 2011–12            | Milwaukee Admirals  | AHL                | 2   | 3.53 | 87,9 | 1  | 1  | 7   | 51   | 0 | 119  |
| 2011–12            | Nashville Predators | NHL                | 16  | 2.42 | 91,2 | 5  | 8  | 32  | 332  | 0 | 792  |
| 2012–13            | Ilves Tampere       | SM-Liiga           | 13  | 2.33 | 93,0 | 3  | 6  | 31  | 412  | 3 | 797  |
| 2012–13            | Tampa Bay Lightning | NHL                | 24  | 2.90 | 90,2 | 10 | 10 | 63  | 579  | 0 | 1304 |
| 2013–14            | Tampa Bay Lightning | NHL                | 23  | 2.90 | 89,1 | 8  | 12 | 63  | 517  | 1 | 1302 |
| 2013–14            | Syracuse Crunch     | AHL                | 2   | 1.54 | 93,9 | 1  | 1  | 3   | 46   | 1 | 117  |
| 2014–15            | Dallas Stars        | NHL                | 10  | 3.71 | 87,5 | 2  | 8  | 32  | 224  | 0 | 517  |
| 2014–15            | Texas Stars         | AHL                | 7   | 1.68 | 94,6 | 4  | 2  | 12  | 211  | 0 | 429  |
| 2014–15            | Buffalo Sabres      | NHL                | 16  | 2.76 | 92,4 | 4  | 8  | 41  | 501  | 0 | 891  |
| 2015–16            | Arizona Coyotes     | NHL                | 19  | 3.11 | 89,4 | 5  | 7  | 47  | 396  | 0 | 906  |
| 2016–17            | New Jersey Devils   | NHL                | -   | -    | -    | -  | –  | -   | -    | – | -    |
| NHL celkově        | NHL celkově         | NHL celkově        | 130 | 2.87 | 90,4 | 45 | 58 | 327 | 3076 | 3 | 6843 |
| AHL celkově        | AHL celkově         | AHL celkově        | 15  | 2.19 | 92,8 | 8  | 6  | 33  | 426  | 1 | 906  |
| Elitserien celkově | Elitserien celkově  | Elitserien celkově | 66  | 2.50 | 91,4 |    |    | 161 | 1702 | 4 | 3869 |
| SM-liiga celkově   | SM-liiga celkově    | SM-liiga celkově   | 13  | 2.33 | 93,0 | 3  | 6  | 31  | 412  | 3 | 797  |

### Statistiky v play off
| 2008–09            | Brynäs IF           | Elitserien         | 3 | 2.37 | 91,6 |   |   | 7  | 76  | 0 | 177 |
| 2009–10            | Timrå IK            | Elitserien         | 5 | 2.94 | 91,0 |   |   | 15 | 151 | 0 | 306 |
| 2010–11            | Nashville Predators | NHL                | 1 | 0.00 | 100  | 0 | 0 | 0  | 9   | 0 | 13  |
| 2013–14            | Tampa Bay Lightning | NHL                | 4 | 3.91 | 88,1 | 0 | 3 | 14 | 104 | 0 | 215 |
| NHL celkově        | NHL celkově         | NHL celkově        | 5 | 3.68 | 89,0 | 0 | 3 | 14 | 113 | 0 | 228 |
| Elitserien celkově | Elitserien celkově  | Elitserien celkově | 8 | 2.73 | 91,2 |   |   | 22 | 227 | 0 | 483 |